# 팀 아메리카: 세계 경찰
《팀 아메리카: 세계 경찰》( - 世界警察, Team America: World Police)은 2004년 미국 애니메이션 영화이다. 코미디 센트럴에서 방송 중인 《사우스 파크》의 제작자인 트레이 파커와 맷 스톤이 만든 영화이다. 마리오네트를 이용하여 모든 장면을 촬영한 것이 특징이다. 파커와 스톤의 다른 작품들과 마찬가지로 이 작품에도 많은 풍자가 담겨있다. 또한, 몇몇 삽입곡들은 《극장판 사우스 파크》을 떠올리게 한다.
티저 광고에서 조지 W. 부시, 존 케리(뿐만 아니라 수많은 정치가들까지 포함하여)가 "《팀 아메리카: 세계 경찰》을 보면 매우 열받을 것이다"라고 선전하였다. 영화에 이들과 (부인도 포함하여) 매우 닮은 인형들이 등장하지만, 부시와 케리는 이 영화에 대해 언급하거나 실제로 보지는 않았다. 영화에는 할리우드의 유명인 몇명과 조선민주주의인민공화국의 수장인 김정일의 인형도 실명으로 등장하지만, 제작진은 이들을 출연시키기 위해 이들에게 허락을 받지는 않았다.

## 줄거리
파리에서 테러리스트들의 폭탄 테러 시도와 함께 이야기가 시작된다. 팀 아메리카가 이 시도를 막는데, 팀은 전투 중 파리를 거의 황폐화시킨다. 개선문이나 에펠탑같은 명물들이 거의 파괴된다. 영화상에서 파리의 명물들은 작은 광장 근처에 다 모여 있다. 사라(Sarah)는 테러리스트의 계획을 막기 위해 루브르 박물관을 박살낸다. 팀의 일원인 카슨(Carson)이 동료 리사(Lisa)에게 청혼한다. 이때 죽은 줄 알았던 한 테러리스트가 벌떡 일어나 카슨을 쏴서 죽인다.
뉴욕 시에서, 팀의 지도자인 스포츠우드(Spottswoode)는 브로드웨이 배우인 게리 존스턴(Gary Johnston)을 모집하려고 한다. 약간의 혼란이 있은 다음에, 게리는 (람보르기니 디아블로(Lamborghini Diablo)를 코믹하게 늘린) 리무진에서 스포츠우드에게 팀과 함께 하기로 약속한다. 이 리무진은 비행기로 변해서 러시모어 산에 있는 팀 아메리카 기지로 날아 들어간다. 게리는 다른 팀원들을 소개받는다. 사라는 확실한 것을 알아챌 수 있는 감정이입 능력자이다. 그녀는 캘리포니아주 샌프란시스코에서 왔다. 크리스(Chris)는 미시간주 디트로이트에서 온 팀원중 가장 뛰어난 무술가이다. 조(Joe)는 네브래스카 대학에서 온 전-미 대표 쿼터백이다. (라디오 명사인 필 헨드리(Phil Hendrie)가 목소리를 낸) I.N.T.E.L.L.I.G.E.N.C.E. 라는 이름의 컴퓨터도 있다. 마지막으로 리사가 있는데, 게리가 그녀에게 매혹당한다. (컨트리 음악이 배경으로 깔리는 가운데) 게리는 워싱턴 D.C.에서 결심을 굳히고, 조직에 확실히 참여하기로 한다.
게리의 첫 번째 작전은 테러리스트들의 계획을 알아내기 위해, 이집트 카이로의 한 술집에서 잠복 근무를 하는 것이다. 그가 계획을 알아내자 마자, 그의 동료들이 테러리스트들에게 들켜서 테러리스트들이 게리를 데리고 도망친다. 팀 아메리카가 그들을 쫓다가, 그 와중에 게리를 거의 죽일 뻔하고, 스핑크스와 기자의 대 피라미드등 이집트의 명물들을 박살낸다. 총싸움 도중, 여성 팀원들은 애정생활에 대해 토론한다.
게리를 구한 다음, 테러리스트들의 계획을 막았다고 확신하며 팀원들은 본부로 돌아와 축하를 한다. 그러나 실제는 몇몇 낮은 수준의 테러리스트들만을 제거한 완전한 착오이다. 실제 상위의 테러리스트들은 조심하며 안전한 상태이다. 승리 축하연동안, 게리와 리사는 따로 나와서 서로에 대한 감정을 이야기 한다. 리사는 게리에게 끌리지만, 카슨의 죽음때문에 여전히 상처 받고 있다. 리사는, 게리가 죽지 않을 것이라고 말해야만 그와 사랑할 것이라고 말한다. 게리가 그런 약속을 할 수 없다고 말하자, 그녀는 동요하지 않고 말한다 "약속만 한다면, 지금 당장 당신과 사랑을 나누겠어요". 게리는 허둥지둥 약속을 한다. 이것은 게리와 리사의 긴 (똥애호증도 포함하는) 하드코어 포르노같은 장면으로 이어진다. 이 장면은 "R"등급을 받기 위해 스톤과 파커가 심하게 편집했다.
앨릭 볼드윈이 "영화 배우 조합(Film Actors Guild)"의 우두머리라는 소식을 피터 제닝스가 전한다. 뉴스 화면에선 "앨릭 볼드윈 - F.A.G.(동성애자)"라고 보여준다. 앨릭 볼드윈, 팀 로빈스와 숀 펜을 인터뷰한다. 할리우드 연예인들도 나온다 (DVD에 있는 삭제된 장면에서, 프랑스와 이집트 사람들이 팀 아메리카를 싫어하며, 그들이 다시오면 죽여버리겠다고 뉴스-리포트에서 언급한다. 이 장면은 미국 뉴스가 아니라 영국의 BBC 뉴스의 패러디이다). 그러나 김정일이 진짜 테러리스트 계획의 주도자이다. 한스 블릭스(Hans Blix)가 김정일의 궁전에 나타나 무기 사찰을 받으라고 종용하며, 김정일에게 분노한 미국의 서한을 주겠다고 협박하다. 그러나 김정일이 그를 상어밥으로 만든다.
그동안 테러리스트들은 카이로 사건에 대한 보복으로 파나마 운하를 폭파해서 수천명을 죽인다. 볼드윈이 이끄는 "영화 배우 조합"은 팀 아메리카에게 파나마 폭발사건의 책임을 물으며 비난한다. 볼드윈을 존경하는 게리는 그의 연기로 인해 살인이 일어났다고 결론지으며, 팀 아메리카에서 탈퇴한다. 팀 아메리카는 작전에 나가지만 바다위에서 격추되어 김정일에게 잡힌다. "F.A.G."는 팀 아메리카 본부 앞에서 항의 시위를 한다. 도중에 팀 로빈스는, 팀 아메리카는 장점보다는 단점이 많다며, 조직을 해체시켜야 한다고 말한다. 마이클 무어가 본부에 자살 폭탄 공격을 하며, 혼자 남아 있던 스포츠우드 가 실종된다. F.A.G. 단체에서 헬렌 헌트가 조합의 새로운 행동 방향을 제안한다. 저닌 거로펄로는 조합원들이 신문을 읽고, 마치 자신의 의견인 것처럼 텔레비전에서 반복하자고 말한다. 맷 데이먼이 영화내내 말하는 것은 자기의 이름뿐이고, 이것이 그를 지진아처럼 보이게 한다. 모임을 끝마치며, 볼드윈이 그들의 새로운 지도자를 소개하는데, 김정일로 밝혀진다.
게리는 팀 아메리카에 다시 가입해야 한다고 결정한다. 스포츠우드는 공격에서 살아남고, 게리의 충성을 증명하는 뜻으로 자신에게 구강 성교를 하게 한다. 그 다음, 스포츠우드는 게리에게 전투 기술에 대한 하루짜리 특강을 해준다. 이때 "Montage" 노래가 연주된다.
게리는 팀 아메리카를 구하고, F.A.G.와 싸우며, 김정일의 계획을 막으러 북조선으로 간다. 그는 성공하고, 김정일을 발코니에서 밀어 떨어뜨린다. 독일 외교관이 쓰고 있던 일차 세계 대전 시절의 헬멧에 김정일의 몸이 꿰뚫린다. 바퀴벌레처럼 생긴 외계인이 김정일의 입에서 탈출한다. 이 장면은 1987년 영화 《히든》(The Hidden)의 것과 비슷하다. 겨우 곤충이 독재자의 몸을 조종했다고 암시된다. 바퀴는 김정일의 목소리로 팀 아메리카를 조롱하다가 작은 우주선으로 탈출한다. 끝날때 나오는 제작진 소개에서 연주되는 음악 "You Are Worthress, Arec Bardwin"에 바퀴벌레-김정일의 의도가 설명되어 있다. 그는 기론(Gyron) 행성에서 왔으며, 그의 종족인 지포드족(Zypods)은 벌과 닮은 바막족(Barmacks)과 전쟁중이다. 전쟁으로 인간 집단이 전멸하면, 지포드 족이 지구를 새로운 고향으로 할 예정이었다. 이 작전이 실패하자, 바퀴벌레-김정일은 "pit of Cryrock"에의 비난에 참가한다.

## 풍자 대상
《팀 아메리카》는 미국에 만연한 징고이즘(Jingoism)을 풍자한다.이 이념은 미국 행정부가 일방적인 외교 정책을 취하는 것을 말하는데, 평론가들은 이런 것을 "세계에서 경찰역할을 한다"고 표현한다. 영화 배우 조합(F.A.G.)는 할리우드 연예인들의 극좌파 성향을 풍자한다. "영화 배우 조합"은 영화 배우 조합(Screen Actors Guild)를 비꼰 것이다. 이 가상 조직의 앞 글자만 따면 F.A.G.인데, 이것은 동성애자의 낮춰 부르는 말인 faggot(흔히 fag)를 은유한 것이다.
영화 초반에 게리(영화의 주인공)이 리즈(Lease)라는 이름의 연극에 출연한다. 그는 여기서 "모두가 에이즈에 걸렸네"라는 노래를 부른다. 뮤지컬 렌트(Rent)를 풍자한 것인데, 이 뮤지컬에선 몇몇 등장 인물들이 에이즈를 앓고 있다. 게리는 마크 코언(Mark Cohen)을 풍자한 것이다. 그는 이 뮤지컬의 주인공이며, 게리가 두르고 나온 목도리는 코언의 전매 특허이다.
파커와 스톤에 따르면, 2004년 미국 대통령 선거에 대한 영화로 폄하되지 않도록, 영화에서 미국 정치인의 실명을 드러내지 않았다; 김정일과 한스 블릭스(Hans Blix)만이 영화에 실명으로 나온 정치인이다. 팀 아메리카는 백악관이나 미국방성의 어떤 명령도 받지 않는다. 어떤 이들은 팀 아메리카의 불완전하고 불필요한 파괴 작전을 현재 미국의 반 테러리즘 정책에 대한 비판으로 생각한다. 정치, 외교 정책이나 군사 작전에 무지한 배우를 팀이 신임하는 것은 일반적으로 해외 정책이나 국내 문제에 대한 미숙함을 풍자하는 것이다. 정치적이지만 사회적인 논평자인 앤드루 설리번(Andrew Sullivan)은 이 영화의 뛰어난 점이 좌우파의 테러리즘에 대한 대처법 모두를 비꼬는 것이라고 했다. (스톤과 파커의 다른 작품의 팬인) 설리번은 사우스 파크 공화당원이라는 신조어를 만들어 냈다. 이 단어는 자신처럼 재정적으로는 공화당을 지지하고 사회적으로는 민주당을 지지하는 사람들을 지시한다. 파커는 미국 민주당의 당원이다.
많은 할리우드 연기자들이 실명으로 직접 풍자되었다.
숀 펜은 이라크에 대한 기이한 주장을 하는 것으로 나타난다. 이것은 《화씨 9/11》에서 연날리는 행복한 이라크 소년의 자화상과 관련이 있을 것이다.
영화상에서 앨릭 볼드윈은 F.A.G.의 지도자로 나오는데, 두 가지 이유로 "역사상 최고의 배우"라고 칭송받는다. 파커와 스톤에 따르면, 숀 펜은 두 사람에게 이라크 여행에 초대하는 편지를 보내왔는데, 마지막엔 "엿 먹어라."라고 써있었다고 했다. 맷 데이먼은 정신 지체자로 패러디 되었는데, 영화 내내 자신의 이름만을 말한다. 이것은 《사우스 파크》에서 등장인물 티미와 매우 비슷하다.
영화 제작자 마이클 무어는 자살 폭탄 병사로 묘사된다. 스톤은 그를 이렇게 묘사한 이유를 MSNBC 대담에서 설명했다.
| “ | 우리는 마이클 무어에게 매우 특별한 원한이 있습니다... 내가 그와 대담을 가졌는데, 그는 《볼링 포 콜롬바인》에서 내가 말한 대로만 나를 묘사했습니다. 그러나 그가 한 짓은 이 만화를 내가 나온 부분 뒤에 배치해서, 마치 우리가 그 만화를 만든 것처럼 보이게 했습니다. | ” |
|   | — 맷 스톤, |   |

실제 이 만화는 무어가 대본을 쓰고, 해럴드 모스(Harold Moss)가 감독, 아이디어랩 스튜디오(Idealabs studio)에서 제작했다.
《볼링 포 콜롬바인》은 《사우스 파크》의 공동제작자 맷 스톤의 짧은 대담을 실었다. 여기서 그는 《사우스 파크》가 어린 시절을 보낸 콜로라도주 리틀턴(Littleton)에서 많이 영감을 받았다고 말했다. 스톤은 리틀톤을 뼈저리게 보통이고, 반항적인 행동을 매우 용납하지 않는 마을로 기억한다고 했다. 이 영화가 최초 개봉했을 땐 이 대담의 바로 뒤에, 《사우스 파크》와 매우 유사한 느낌을 주는 만화가 나온다. 이 만화에는 제작자가 명시되어 있지 않다. 또 이 만화에선 미국 총기 협회와 KKK단을 비슷한 부류의 악한 조직으로 묘사하고 있다. 그러나 이 부분은 맷 스톤이나 트레이 파커의 작품이 아니었으며, 이 때문에 두 제작자와 무어와의 논쟁이 벌어졌다. 스톤과 파커는, 무어가 고의로 그들이 이 영화에 관계한 것처럼 암시하려고 했다고 생각했다. 이 애니메이션은 실제론 플리커랩(FlickerLab)에서 만들었다. 나중에 개봉했을 때는 이런 주장에 반론을 제기 하기 위해, 스톤의 대담과 애니메이션 사이에 10분의 시간 차이가 있도록 편집했다. 파커는 나중에 찰리 로즈 쇼(The Charlie Rose Show)에서 자신은 총을 소지하고 있으며 무어의 영화의 애니메이션의 주장과 반대되는 의견을 갖고 있다고 말했다.
이 영화는 또한 미국 관객들의 자민족중심주의(ethnocentrism)에 기대는 영화도 패러디했다. 새 장소가 소개되면, 자막으로 장소의 이름과 미국에서의 거리가 표시된다(실제로는 뉴욕 시에서의 거리이다). 파리와 카이로의 모든 상징물들은 매우 가까이에 있다. 또한, 다른 언어들은 조롱하는 관점으로 단순화된다. 프랑스어는 (Oh My God과 비슷한 뜻의) "sacre bleu"같은 흔한 문구들 뿐이다. 유일한 스페인어 대사는 ('그건 싫어'라는 뜻) "no me gusta"이며 몇 차례 반복된다. 아랍어는 "더카", "지하드", "셰르파", "바칼라"(bakala), "모하메드"와 "알라"같은 목구멍 소리를 조합한 것이다. 한국어도 영화에서 단순화 시켰다. 대화에서 실제 한국어 단어를 쓰지 않았으며, 한국어처럼 보이게 하기 위해, 말도 안되는 단어들에다 의문문엔 "~~ㅂ니까?", 평서문엔 "~~ㅂ니다"를 붙였다. 몇몇 대사는 실제 한국어처럼 들린다. 경비병이 개리를 봤을 때, "죽여 이새끼", "누구야 야"라는 대사를 말한다. 이 영화의 영화 음악에는 북조선 선율이라는 제목의 노래가 있는데, 진부한 아시아 선율에 횡설수설하는 단어로 조합한 것이다. 노래안에서 알아 들을 수 있는 단어는 "김정일" 뿐이며, 아마 지도자에 대한 개인 숭배를 뜻하는 것이다. 실제 한국어가 대화에 쓰이지 않았지만, 영화상에서 쓰인 한국어 문장은 진짜 한글로 쓰여 있다. 김정일은 매우 심하게, ("L"을 "R"로 발음하는) 전형적인 아시아식 발음으로 영어를 말한다. 예를 들면, 그는 사람들에게 인사할 때 "Herro"라고 말하고, 한스 블릭스를 "한스 브릭스"라고 부른다. 그리고 "I'm So Ronery"라는 노래까지 부른다. 한국인들이 그들의 이름을 쓸 때나, 자신을 소개할 때는, 성을 앞에 둔다. 예를 들면 김정일의 성은 김이고, 이름은 정일이다. 서양 문화는 반대이다. 그래서 한스 블릭스가 김정일의 궁전에서 그를 만났을 때, 블릭스는 미스터 김 대신 "미스터 일"이라고 부른다. 이것은 해리 트루먼이 장제스를 만났을 때 저지른 유명한 외교적 무례를 인용한 것일 수도 있다(미국 대통령은 "미스터 셱"이라고 말했다).
일부 장면(특히 파나마 운하 장면)에서는, 대마초가 곳곳에 심어져 있는데, 상대적인 크기 때문에 고사리처럼 보인다.

## 비판에 대한 제작자의 반응
개봉 뒤, 맷 스톤과의 대담에선 BBC의 앤워 브렛(Anwar Brett)이 많은 영화 비평가들이 궁금해 하던 질문을 했다. "비판 대상에, 조지 부시가 빠져 있다. 어찌 된 일인가?" 스톤은 "미국에서 부시에 대해 욕하는 것을 들으려면 3미터만 걸어가면 된다. 트레이와 나는 항상 다른 이들이 하지 않는 것을 좋아한다. 솔직하게 말하면 우리가 만들고 싶었던 영화는 부시에 대한 영화가 아니었다."
유명한 영화광인 김정일은 이 영화에 묘사된 자신에 대해 언급한 적이 없다.

## 흥행 기록
《팀 아메리카》는 미국 개봉 첫주에 1210만 달러를 벌어들였다; 그 뒤, 국제 시장에서 수익을 얻었다, 그러나 개봉 2달 만에 제작비(3천만 달러)를 채웠다. 전 세계에서 매표 수익으로 5080만 달러를 벌어들였다.

## 패러디된 배우들
유명인들이 인형으로 묘사되었다: 마이클 무어, 피터 제닝스, 앨릭 볼드윈, 숀 펜, 팀 로빈스, 헬렌 헌트, 조지 클루니, 리브 타일러, 마틴 신, 수전 서랜던, 저닌 거로펄로, 맷 데이먼, 새뮤얼 L. 잭슨, 대니 글러버, 이선 호크, 김정일과 한스 블릭스(Hans Blix). 대부분의 등장인물들이 극적이고 매우 폭력적인 방법으로 죽는다 (무어는 팀 아메리카 기지에 자살 폭탄 공격을 한다). 볼드윈이 참여 의사를 밝혔지만, 실제 배우들의 음성은 전혀 쓰지 않았다. 클루니와 데이먼은 스톤과 파커의 친구이다. 소식통에 따르면 두 배우들은 '영화에 참여하지 못했기 때문에 모욕받았다'고 말했다고 한다.

## 잡다한 상식
- 이 영화의 NC-17판에는 27초짜리 무삭제 섹스 장면이 있다. 게리와 리사를 다양한 체위로 묘사하는데, 어떤 종류의 검열이나 모자이크도 없다. 이 말은 인간 신체의 모든 장면이 항상 보인다는 것이다.
- "몽타주(Montage)"라는 노래는 원래 《사우스 파크》 에피소드 Asspen에서 처음으로 나왔던 것이다.
- 회의 석상의 세계 지도자중 하나는 모부투 세세 세코이지만, 실제 그는 1997년에 죽었다. 그의 국적은 콩고 민주 공화국이나 자이르라고 표시되어 있다. 자이르는 1997년 이전의 이름이다 (이 영화가 만들어질 무렵의 이름이었다).
- 영화 시작 부분에 나오는 파라마운트 픽쳐스 로고 장면은 거꾸로 돌린 것이다, 우주에서 시작하는 영화 첫 장면과 이어진다.

## 영화 음악
- America, Fuck Yeah: 영화에서 발랄한 음조와 침울한 음조 두 종류가 나온다.
- Freedom Isn't Free: 게리 (트레이 파커)가 리무진 운전수 백스터(Baxter)와 "한바퀴 둘러보기"로 했을 때 연주된다.
- I'm So Ronery: 다른 이들이 쓸모없다고 느끼면서 김정일 (트레이 파커)이 부른다.
- Montage: 스포츠우드(대런 노리스)와 훈련하면서 게리 (트레이 파커)가 부른다.
- Ching Chong Ido: 앨릭 볼드윈이 연설하기 전에, 김정일의 저택에 모여 있는 사람들을 혼란스럽게 하기 위해 쓰이는 엉터리 노래이다.
- The End of an Act: 게리가 팀 아메리카를 탈퇴한 뒤 술에 취했을 때 연주된다. "(영화)진주만은 좆같지만, 난 너를 그리워하네."라는 후렴구가 있는 사랑 노래이다.

영화가 끝난 뒤, 제작진 소개와 함께 김정일이 보너스 노래를 부른다. 이 노래에는 이 영화의 마지막 장면에 대한 설명이 들어 있다.

## 같이 보기
- 사우스 파크
- 조선민주주의인민공화국

## 참조 목록
1. ↑  “보관된 사본”. 2006년 10월 19일에 원본 문서에서 보존된 문서. 2006년 11월 3일에 확인함.
2. ↑  미합중국의 간략한 역사
3. 1 2  ‘Team America’ takes on moviegoers - More news and other features- msnbc.com
4. ↑  “Team America: World Police”. 2006년 11월 8일에 원본 문서에서 보존된 문서. 2006년 11월 3일에 확인함.
5. ↑  “Interview with Matt Stone”. BBC.
6. ↑  “TEAM AMERICA:WORLD POLICE gross”.
7. ↑  “Gross on IMDB.com”. IMDB.
8. ↑  “CLOONEY SUPPORTS TEAM AMERICA DUO”. 2006년 1월 31일. ...the Hollywood big-hitters all insist they would have been offended to be left out of the film.

- 모리아티가 맷와 트레이를 팀 아메리카 세트장에서 만나다! - AintItCool.com에 있는 리포트
- 팀 아메리카: 세계 경찰 - LatinoReview.com에 있는 줄거리, 발췌와 사진
- (2004년 10월). 연극: 사우스 파크의 꼭두각시 왕국. 와이어드지 12.10. 2004년 10월 6일 접근함.
- 맷 스톤과 BBC 대담